# Temnora leighi
Temnora leighi là một loài bướm đêm thuộc họ Sphingidae. Loài này có ở quần đảo Comoro.
The forewing upperside is similar to Temnora fumosa fumosa.